# UTI Systems
UTI Systems este o companie de IT din România înființată în anul 1994.
Compania activează ca integrator de sisteme informatice.
UTI Systems este parte din UTI Holdings (Olanda), controlată de controversatul om de afaceri Tiberiu Urdareanu.
Printre proiectele dezvoltate de companie se numără:
- modernizarea managementului traficului, care prevede implementarea unui sistem de semaforizare inteligent în 100 de intersecții din București, contract în valoare de 18 milioane de euro[3].
- sistem de taxare automată a călătorilor cu ajutorul cardurilor magnetice pentru regia de transport în comun din Timișoara, în valoare de 5 milioane de euro[3].
- asigurarea sistemelor și serviciilor de securitate pe Aeroportul Baneasa, contract în valoare de 7,3 milioane euro (ianuarie 2008)[4]
- proiectului Netcity pentru primăria Bucureștiului în august 2007. Proiectul prevede construirea unei canalizări metropolitane și a unei rețele de cablu îngropate pe care ar urma să funcționeze, ulterior, toate companiile de comunicații, desființând, astfel, cablurile aeriene de pe stâlpi[5]. Contractul se întinde pe o durată de 49 de ani[5]. În acest timp, compania va investi peste 202 milioane de Euro pentru realizarea infrastructurii de fibră optică, aceasta urmând să fie închiriată ulterior firmelor interesate să ofere servicii consumatorilor prin intermediul rețelei subterane[5].
- furnizarea a 17 sisteme radar in valoare de 121,8 milioane de USD pentru Ministerul Apărării, prin compania americană Lockheed Martin[6].

Concurenții principali ai companiei sunt Forte Business Services, S&T, Omnilogic, Avitech, Romsys, Softwin și Integrator.
Număr de angajați în 2009: 360
Cifra de afaceri:
- 2007: 27,5 milioane Euro[3]
- 2006: 26,6 milioane euro[3]
- 2005: 16,3 milioane euro[3]